# Léon Dardenne
Pour les articles homonymes, voir Dardenne.
Léon Dardenne, né le 29 octobre 1865 à Bruxelles et mort le 15 janvier 1912 à Saint-Gilles, est un artiste peintre belge de paysages, de scènes de genre et de portraits. Il est aussi dessinateur, graveur et affichiste.

## Biographie
Léon Louis Auguste Édouard Dardenne naît le 29 novembre 1865 à Bruxelles. Il est le fils d'Édouard Dardenne et d'Anne Lekeu. Il épouse Émilie Alvin le 29 novembre 1892 à Bruxelles et ils se séparent en 1900.
Léon Dardenne est élève en 1878 à l'Académie des beaux-arts de Bruxelles auprès de M. Van Alphen, puis à celle d'Anvers, où il a pour professeur Frans Van Leemputten (1850-1914). Il pratique la peinture et la gravure.
Encore étudiant, il rejoint le groupe L'Essor aux côtés d'Amédée Lynen, mais en 1892, une partie des membres dont Dardenne partent fonder Pour l'art. Avec Lynen, il ouvre alors à Bruxelles au 12 rue aux Choux un cabaret appelé Le Diable au corps, où ils mettent en scène des spectacles d'ombres chinoises et des chansonniers. En 1893, le duo lance un périodique illustré au nom du cabaret. On y croise James Ensor, Paul-Henri Spaak, Pitje Schramouille, George Garnir, Charles Plisnier, ainsi que de nombreux étudiants de l'université libre. Il collabore à La Jeune Belgique.
De 1898 à 1900, Dardenne fait partie de l'expédition du Congo dirigée par Charles Lemaire (1863-1926) pour y faire le relevé de la faune et de la flore ; il en rapporte des centaines d'aquarelles et d'esquisses destinées à des publications scientifiques et conservés au Musée royal de l'Afrique Centrale à Tervuren. Il s’agit de représentations de la faune, de la flore, de paysages, de villages, de scènes de la vie sociale africaine, et de portraits. Des planches botaniques et zoologiques sont réunies dans un album, apprécié pour sa précision.
En bande dessinée, il signe ses bandes dessinées humoristiques sous le nom de plume John Track.
Il meurt le 15 janvier 1912 à l'âge de 46 ans. À la suite de son décès le 12 février 1912, il est inhumé au cimetière de Bruxelles à Evere.

## Distinctions
Chevalier de l'ordre de la Couronne.

## Œuvre

### Affiches

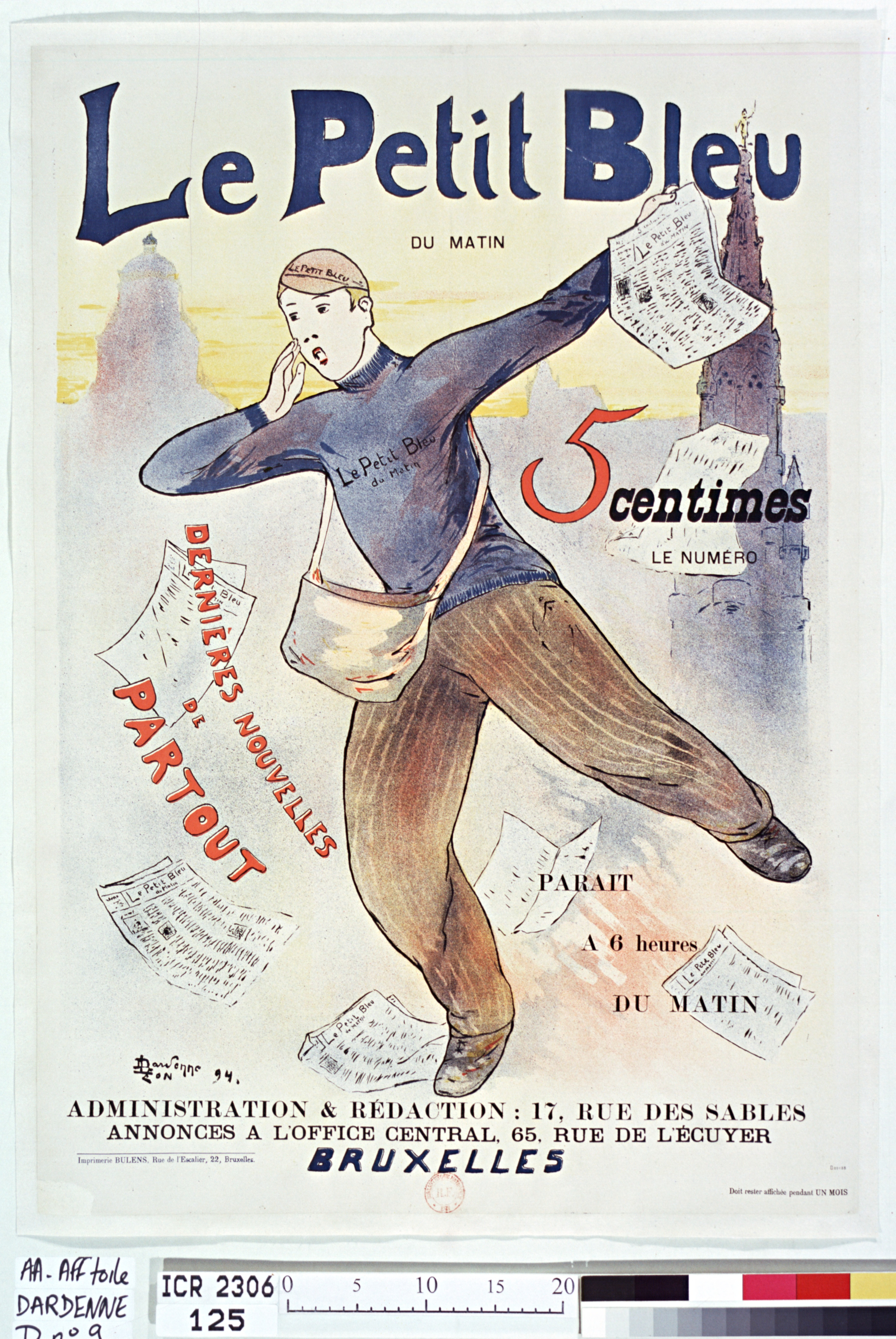
Affiche Le Petit Bleu du matin (1894).

Il est l'un des premiers en Belgique à concevoir l'affiche comme moyen d'expression artistique.
- Le Petit Bleu du matin, lithographie, Bruxelles, 1894[8].
- Théâtre de l'Alhambra grand concert de charité, lithographie, Bruxelles, 1895[9].

### Illustrations
Comme illustrateur, il travaille notamment pour la revue Le Diable au Corps. 
Dans l'illustration de livres :
- Sapho, 1886.
- Arnold Goffin, Impressions et sensations, avec une eau-forte, Paris, Léon Vanier, 1888.
- Émile Mathieu, Richilde, tragédie lyrique, livret et partition, Schott frères, 1888.
- Jacques Isnardon, Le théâtre de la Monnaie depuis sa fondation jusqu'à nos jours, Schott frères, 1890.
- Georges Eekhoud, Les Fusillés de Malines, frontispice, Bruxelles, Paul Lacomblez, 1891.
- Charles Lemaire (dir.), Mission scientifique du Ka-Tanga, reproductions d'aquarelles, Bruxelles, C. Bulens, 4 tomes, 1901.
- [collectif] Carlo Ruyters [1879-1908], Les Pantins, contes, Bruxelles, Association des écrivains belges, 1906.
- Albert Giraud, Pierrot lunaire, réédition [?].